# 史青

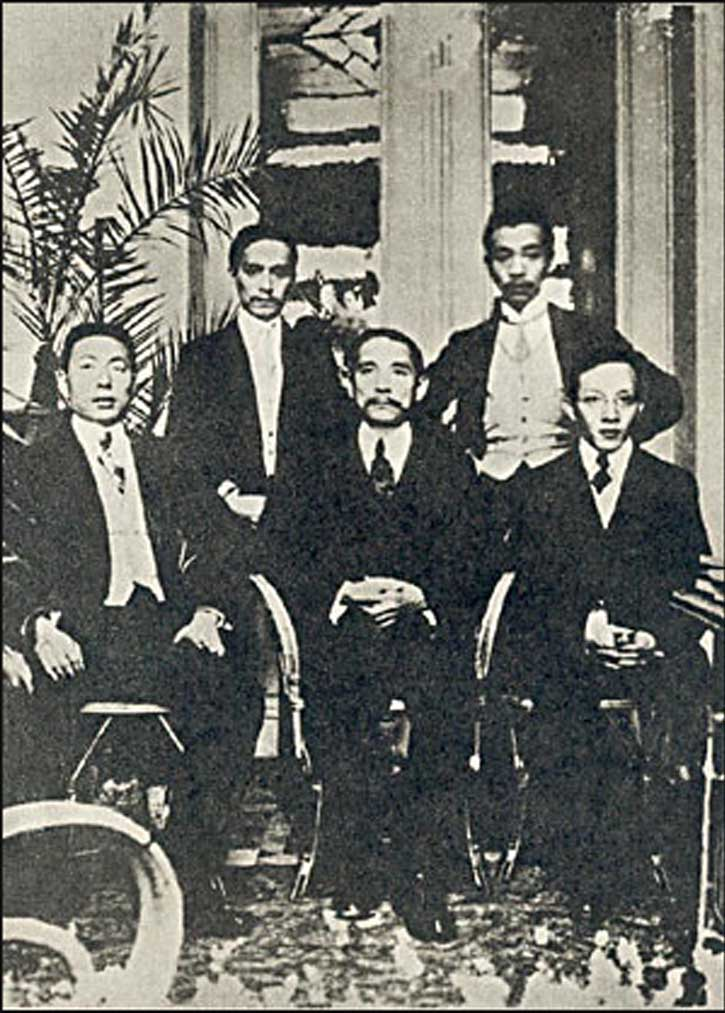
孫中山與中國留學生在比利時合影，約1905年。前排左起：魏宸組，孫中山，胡秉柯；後排左起：史青，朱和中

史青（1886年11月16日—1962年12月14日），字丹墀、丹池，湖北安陆城关人。中國土木工程师、民主革命家。

## 生平
史青早年就讀於汉东书院，後中德安府秀才第一名，此后他入经心书院、两湖书院。光绪二十九年（1903年）湖广总督张之洞派他到比利时留学，宣统三年（1911年），他毕业于比利时布鲁塞尔大学土木工程系。在留学期间，1904年他曾通过刘成禺联系孙中山。1905年3月孙中山到达布鲁塞尔后即下榻史青寓所，史青同孙中山互换了结盟誓词，并且给孙中山募捐了旅费4000法郎。1905年夏，孙中山在日本创建中国同盟会，史青在自己的寓所创建了中国同盟会欧洲支部。
武昌起义后，史青毕业回国，任南京临时政府内务部土木工程局长，旋即返回汉口任汉口市建筑筹备处会办。1914年，他任陇海铁路徐州工务分段工程师，1915年，他任京汉铁路长辛店工务分段分段长兼副总工程师。1923年，他因支持京汉铁路工人大罢工而被两湖巡阅使吴佩孚追查，后调任汉口江岸铁路总段段长。抗日战争爆发后，1938年，他到四川自贡市，历任科长、采金局工程师。抗日战争结束后，他任平汉铁路局工务处副处长兼副总工程师。
中华人民共和国成立后，他任京汉铁路大翻修办公室主任、行车安全委员会委员。1950年9月，经鲍鼎推荐，他到武汉市任武汉市建设局规划室主任。1952年武汉市城市建设委员会成立后，他随规划室一同调入武汉市城市建设委员会。1956年，史青辞去在武汉市城市建设委员会的职务，迁居北京市，后来从铁路局退休。1962年12月14日，史青逝世，安葬于八宝山革命公墓。